# Locusta
Locusta (f. 69) fue una esclava de la Antigua Roma, cuyo nombre significa ‘langosta’ en latín, que actuó como envenenadora de confianza al servicio de Agripina, madre de Nerón, envenenando a Claudio, y a su hijo, Británico.
Está considerada como una de las más antiguas asesinas en serie de la que se tenga constancia. Cuando el senado romano se rebeló en contra de Nerón, Locusta fue sentenciada a muerte por Galba.

## Envenenamientos
Agripina, sobrina y a la vez esposa del emperador Claudio, pretendía manejar a su antojo el destino de Roma. Su ambición tenía un único fin, coronar emperador a su hijo Nerón, y dos elementos le impedían completar su plan, que Claudio y su hijo Británico, fruto del anterior matrimonio del emperador con Mesalina, se mantuvieran vivos. Allí donde sus argucias no sirvieron para allanar el camino, el veneno solucionaría el problema.
Para poder llevar a cabo sus planes, Agripina liberó a la esclava Locusta de su condena a muerte, pues había sido sentenciada precisamente por sus habilidades de envenenadora.
Su primer encargo, envenenar al emperador. El 13 de octubre del año 54, a Claudio le esperaba un manjar al que no podía resistirse. Esa noche le prepararon un plato de setas, su comida favorita. Después de que Holato, su catador oficial, probara una pequeña porción del plato, el emperador se abalanzó sobre la comida. Tras pedir una jarra de vino, comenzó a asfixiarse.
Distintas hipótesis señalan que en el plato se mezclaron las setas con Amanita phalloides -uno de los hongos más mortíferos- y que Jenofonte, el médico griego de confianza de Agripina, remató al emperador al provocarle el vómito con una pluma envenenada de avestruz. Sin embargo, los síntomas hacen pensar en la presencia de arsénico en el plato. Claudio sufrió vómitos y diarreas en su lenta agonía, dejando como sucesor al hijo de Agripina. Así, con Nerón al frente del Imperio, Locusta se convirtió, según Tácito, en un «instrumento del Estado». 
Su nuevo objetivo, terminar con Británico, el otro hijo de Claudio y Mesalina y, por lo tanto, hermanastro de Nerón. Ante el miedo de que la acusasen del crimen, Locusta preparó una bebida que sólo provocó una diarrea al hermanastro del nuevo emperador. Éste, enfadado, azotó a la envenenadora recriminándole su temor.
En un segundo intento, Locusta se aseguró de no fallar. En un grandioso banquete ofrecido por Nerón, se le entregó a Británico un caldo, previamente probado por un catador, excesivamente caliente. Al refrescarlo con agua se añadió el veneno y el hermanastro del emperador murió inmediatamente. Los asistentes dirigieron sus miradas hacia Nerón quien, sin dar mayor importancia a los hechos, declaró que su hermanastro había sufrido uno más de sus ataques de epilepsia. Pero los síntomas indican que Locusta utilizó sardonia, una planta que crecía en la isla de Cerdeña. Británico estaba próximo a cumplir 14 años de edad.
Sin nadie que amenazara su corona, Nerón la colmó de privilegios y grandes propiedades en el campo, permitiéndole practicar sus artes así como instruir a discípulos. Cuando Nerón huyó de Roma, adquirió veneno de Locusta para su propio uso, pero al final murió por otros medios.

### Condena
Tras el suicidio de Nerón, Locusta fue condenada a muerte por el emperador Galba al ser acusada de unas cuatrocientas muertes. Fue paseada encadenada por la ciudad de Roma y ejecutada.